# Araneus panchganiensis
Araneus panchganiensis là một loài nhện trong họ Araneidae.
Loài này thuộc chi Araneus. Araneus panchganiensis được miêu tả năm 1981 bởi Benoy Krishna Tikader & Bal.